# Viktimizace
Viktimizace je proces poškozování a způsobování újmy jedinci, který se stal obětí trestné činnosti. Pojem „viktimizace“ užívá především viktimologie, forenzní psychologie, kriminologie a trestní právo. Viktimologie coby nauka o obětech a jejich viktimizaci rozlišuje tři typy viktimizace: primární, sekundární a terciární. Současně typizuje psychický dopad zločinu na oběť a prožívání újmy obětí.

## Fáze viktimizace
Proces viktimizace začíná útokem na oběť, nicméně spolu s útokem nekončí a má svoji dynamiku, která přesahuje samotné důsledky spáchané trestné činnosti. Viktimizace má dvě základní fáze: primární a sekundární. Někdy je doplňována o fázi terciární.

### Primární viktimizace
Primární viktimizací se rozumí újma způsobená bezprostředně coby důsledek spáchané trestné činnosti. Rozlišují se tři druhy újmy, která je projevem primární viktimizace:
- újma fyzická – především zranění až usmrcení oběti;
- újma finanční – ztráta na majetku či financích, především poškození či úplná ztráta;
- újma emocionální – emocionální a psychický dopad trestné činnosti na oběť, především pocity úzkosti, nespavost, fobie a další.

### Sekundární viktimizace
Sekundární viktimizací se rozumí proces, který nastává po spáchání trestné činnosti a k němuž dochází v průběhu vyšetřování (často opakovaném), řízení před soudem (často opakovaném) a na základě reakce okolí oběti na předešlé děje. Sekundární viktimizace může mít pro oběť vážnější důsledky než viktimizace primární. Jejími typickými projevy jsou:
- pocit nespravedlnosti;
- pocit nedůstojnosti;
- pocit izolace.

### Terciární viktimizace
Viktimizace terciární je daná dlouhodobým dopadem újmy, která dříve postihla oběť. Projevem může být změna stylu života oběti, stěhování oběti, případně psychické procesy dané tím, že se oběť snaží vyrovnat s prožitými traumaty.